# Oculophryxus bicaulis
Oculophryxus bicaulis là một loài chân đều trong họ Dajidae. Loài này được Shields & Gómez-Gutiérrez miêu tả khoa học năm 1996.